# Curt Haase
Curt Haase, född 15 december 1881 i Bad Honnef, död 9 februari 1943 i Berlin (hjärtbesvär), var en tysk militär. Han befordrades till generalmajor 1 juni 1935 och till generalöverste 19 juli 1940. Han erhöll Riddarkorset av Järnkorset 1940.

## Befäl
- 3. Infanterie-Division: mars 1935 – mars 1936
- 17. Infanterie-Division: mars 1936 – 1 oktober 1937
- Artilleriinspektör: 1 oktober 1937 – 16 november 1938
- III. Armeekorps: 16 november 1938 – 14 november 1940
- 15. Armee: 15 februari 1941 – 1 december 1942